# اوبروایلر
اوبروایلر (به آلمانی: Oberweiler) یک شهر در آلمان است که در بیتبورگ-پروم واقع شده‌است.